# Nikolaos Triantaphillakos
Nikolaos Triantaphillakos (en griego: Νικόλαος Τριανταφυλλάκος) (Tripoli, 28 de agosto de 1855-Atenas, 16 de septiembre de 1939) era un político griego. Fue primer ministro de Grecia durante algunos días en septiembre de 1922.
- Datos: Q728466